# 焼酎バー
焼酎バー（しょうちゅうばー）とは、本格焼酎を専門に扱うバーを示す。2003年頃から始まる「本格焼酎ブーム」に乗って全国各地に開店し、バーにおける一つの業態として定着した。

## 歴史

### 黎明
焼酎バーは2000年6月、東京都港区西麻布にシェーカーコーポレーションが開店したEN-ICHIがその走りとされている。EN-ICHIは本格焼酎を中心としたダイニングバーで、全国各地から本格焼酎を集め、本格焼酎と和食を楽しむ店として開店した。本格焼酎が話題となる前で、九州および鹿児島郷土料理店以外では本格焼酎の専門店がなかった時代ということもあり、グルメ雑誌で話題となった。しかし、食事がメインの店であったため、カウンタよりもテーブル席が多く、またフードメニューが充実していることから居酒屋として扱っている書籍も存在しているものの多くの書籍で焼酎バーの元祖として登場していた。このほかにもEN-ICHIのような食事の提供も行う座○楽やゆらり草庵、眞平などの焼酎ダイニングバーが東京都内に開店した。

### スタイルの確立
こうした食事の提供を行う焼酎ダイニングバーが東京都内を中心に開店する一方で、本格的なバースタイルの登場には少し時間を要することになる。
2001年6月、東京都渋谷区円山町に焼酎バー古典が開店する。古典は、開店時点から「焼酎バー」を名乗った先駆け的存在であり、カウンタを主体とした店の作りや酒瓶の配列や照明のあて方、フードを20品程度に抑えたメニュー構成、BGMにJAZZを使うなど、洋酒やカクテルを提供するいわゆるバーを強く意識した作りとなっている。また、焼酎以外のアルコールメニューを例外とした提供パターンは、その後に登場する焼酎バーに大きな影響を与えた。同店舗のスタイルが焼酎バーという日本独特の料飲店形態の特徴を作り、焼酎バーの基本的なスタイルを確立させたといっても良い。その点では現在多く目にする焼酎バーの元祖は古典であるといえるであろう。

### 発展
その後、焼酎ブームとともに新宿や池袋など東京を中心にワインバーなどが業態転換で焼酎バーへ衣替えするケースが相次ぎ、グルメ専門雑誌の推計では2005年現在、東京都内だけでも50店舗以上、全国では300店舗以上あるとされていた。
焼酎バーが登場し始めたころは、「ダサい」という当時の本格焼酎にあった固定イメージを打破したいと考えた本格焼酎好きな店主によって運営されていたため、マスターと本格焼酎についてゆっくりと語りながら飲むことのできるサロンのような役割を果たしていた。

### 競争の激化
しかし、焼酎ブームが進行するにつれて、焼酎バーが当たり前の存在となると競争が激しくなり、量をごまかす店やいわゆる「プレミア焼酎」を高い値段で少量出すケースが増えた。また、スタイルだけを追いかけた結果、本格焼酎のことをよく知らない店が増え、「焼酎バー」と謳っていても焼酎以外の酒を多く置いていたり、フードメニューを数多くして実質的には単なる居酒屋と変わらなかったり、というケースも増えており、登場当初に見られたようなサロン的な役割を持った純粋な焼酎バーは激減した。

### ブーム後の現況
焼酎ブームの終了によってスタイルだけ追いかけた店のみならず、EN-ICHIが2007年6月30日閉店、眞平は2010年1月23日閉店、古典も2018年5月3日閉店など、焼酎ブームを支えた店舗も相次いで閉店している。さらに名前は焼酎バーを名乗っているが、実際には焼酎をほとんどおいていない店舗も増加しており、都内では純粋な焼酎バーはほぼ消滅状態となっている。

## 焼酎居酒屋
焼酎バーの発展とともに焼酎居酒屋という業態も一般的となった。焼酎バーのようにバースタイルではなく、一杯飲み屋のような形式で本格焼酎のみを扱う。元々は「薩摩郷土料理」などと謳っていた店舗が、焼酎バーという名称の普及に伴い焼酎居酒屋という名称を使用しはじめたのが走りである。本格焼酎に惚れ込んだ居酒屋店主によって「焼酎バーの居酒屋版」となるような店舗が増え、2005年現在で焼酎居酒屋と名乗る店は500店舗以上あるとされていた。
しかし、焼酎ブームの終了とともに苦境に陥る店舗が増加、焼酎居酒屋という名称でありながら主力はホッピーやハイボールなどといった店も増え、また焼酎居酒屋から「薩摩郷土料理」へ戻すケースも増加、2012年現在では焼酎ブーム当初に見られた純粋な焼酎居酒屋は消滅している。

## スタイル
- 現在、全国で開店している焼酎バーは古典がはじめたスタイルをほぼ踏襲しており、
  - カウンタ主体
  - 瓶をカウンタ裏に並べる
  - フードメニューは少なめ

という構成となっている。

## 鹿児島県の焼酎バー
一般的に思われる本州の焼酎バーとは異なり、鹿児島県では焼酎を飲ませる焼酎バーが存在する。鹿児島市の天文館を中心として存在し、うらぶれた繁華街に存在する。チャージは取るものの、飲み物は基本的に鹿児島県の焼酎であり、つまみも鹿児島県特産の鰹のはらわたの塩辛などを提供している。ウイスキーやブランデーのかわりに焼酎がメインとされるものである。